# Georg Henrik von Borneman
Georg Henrik von Borneman, född 5 november 1685 och död 1711, var en svensk militär.

## Biografi
Borneman blev 1704 kornett och 1706 löjtnant vid Norra skånska kavalleriregementet. Han deltog i Karl XII:s krig i Polen och Ryssland och blev 1709 fången vid Perevolotjna. I början satt von Borneman fången i Simbirsk men fördes 1711 med andra kamrater till Sibirien. På vägen rymde han tillsammans med fyra kamrater men omkom, troligen ihjälslagen av ryska bönder. von Borneman är troligen författare till "Sånger af en svensk fånge i Simbirsk", som utgavs 1868 av Martin Weibull. Verket är en samling av djup religiositet burna dikter, som ger en värdefull bild av karolinernas liv och tankar under fångenskapen i Ryssland.